# 서종대
서종대(徐鍾大, 1960년 8월 2일 ~ , 전남 순천)는 대한민국의 공기업인이며 전 행정공무원이다.

## 생애
1981년 행정고시에 합격하였다. 1995년 청와대 경쟁력기획단 soc과 과장을 역임하며 처음으로 청와대에 입문하였고, 1996년에는 청와대 경제수석실 행정관을 지냈다. 2000년에는 근무처를 건설교통부로 옮겨 예산과 과장, 총무과 과장, 주택국 국장 등을 지냈으며, 2009년 11월부터 2010년 9월까지 국무총리실 세종시기획단 부단장을 맡았다. 2010년 9월부터는 1년여동안 카이스트 건설환경공학과 초빙교수로 지내고, 한국주택금융공사를 역임후 현재는 한국감정원 원장으로 재직하였으나 성희롱 논란으로 해임되었다.

## 학력
- 1978년 : 순천고등학교 졸업
- 1983년 : 한양대학교 경제학 학사
- 1989년 : 서울대학교 행정대학원 정책학
- 1991년 : 버밍엄대학교 대학원 경제개발학 석사
- 2011년 : 한양대학교 도시대학원 도시공학 박사

## 세종시 기획
2009년 11월부터 국무총리실 세종시기획단 부단장을 맡아 세종시 수정안 추진에 앞장섰다. 그러나 2010년 6월 29일 국회 본회의에서 찬성 105표 반대 164표 기권 6표로 안건이 부결됨에 따라 사임하고 세종시 수정안을 완전 폐기하는 수순을 밟았다.

## 수상
- 1994년 : 대통령표창
- 2004년 : 홍조근정훈장